# 5.ª etapa de la Vuelta a España 2018
La 5.ª etapa de la Vuelta a España 2018 tuvo lugar el 29 de agosto de 2018 entre Granada y Roquetas de Mar sobre un recorrido de 188,7 km y fue ganada por el ciclista australiano Simon Clarke del equipo EF Education First-Drapac. El ciclista francés Rudy Molard del Groupama-FDJ se convirtió en el nuevo líder de la carrera.

## Clasificación de la etapa
| \| Clasificación de la etapa \| Clasificación de la etapa \| Clasificación de la etapa \| Clasificación de la etapa \| Clasificación de la etapa \| \| Ciclista \| Ciclista \| Equipo \| Tiempo \| \| \| ------------------------- \| ------------------------- \| ------------------------- \| ------------------------- \| ------------------------- \| \| 1.º \| Simon Clarke \| EF Education First-Drapac \| 4 h 36 min 07 s \| \| \| 2.º \| Bauke Mollema \| Trek-Segafredo \| + 0 s \| \| \| 3.º \| Alessandro De Marchi \| BMC Racing Team \| + 0 s \| \| \| 4.º \| Davide Villella \| Astana \| + 8 s \| \| \| 5.º \| Floris De Tier \| LottoNL-Jumbo \| + 8 s \| \| \| 6.º \| Rudy Molard \| Groupama-FDJ \| + 28 s \| \| \| 7.º \| Maxime Monfort \| Lotto-Soudal \| + 1 min 58 s \| \| \| 8.º \| Jonathan Lastra \| Caja Rural-Seguros RGA \| + 2 min 00 s \| \| \| 9.º \| Franco Pellizotti \| Bahrain-Merida \| + 2 min 00 s \| \| \| 10.º \| Merhawi Kudus \| Dimension Data \| + 2 min 00 s \| \| |                      |                           |                 |
| |                      |                           |                 |
| Fuente: ProCyclingStats |                      |                           |                 |
| Clasificación de la etapa |                      |                           |                 |
| Ciclista | Ciclista             | Equipo                    | Tiempo          |
| 1.º | Simon Clarke         | EF Education First-Drapac | 4 h 36 min 07 s |
| 2.º | Bauke Mollema        | Trek-Segafredo            | + 0 s           |
| 3.º | Alessandro De Marchi | BMC Racing Team           | + 0 s           |
| 4.º | Davide Villella      | Astana                    | + 8 s           |
| 5.º | Floris De Tier       | LottoNL-Jumbo             | + 8 s           |
| 6.º | Rudy Molard          | Groupama-FDJ              | + 28 s          |
| 7.º | Maxime Monfort       | Lotto-Soudal              | + 1 min 58 s    |
| 8.º | Jonathan Lastra      | Caja Rural-Seguros RGA    | + 2 min 00 s    |
| 9.º | Franco Pellizotti    | Bahrain-Merida            | + 2 min 00 s    |
| 10.º | Merhawi Kudus        | Dimension Data            | + 2 min 00 s    |

Nota: Rudy Molard terminó a 8 segundos del ganador, pero fue sancionado en 20 seg por recibir avituallamiento posterior al límite de los últimos 15 km.

## Clasificaciones al final de la etapa

### Clasificación general
| \| Clasificación general \| Clasificación general \| Clasificación general \| Clasificación general \| Clasificación general \| \| Ciclista \| Ciclista \| Equipo \| Tiempo \| \| \| --------------------- \| --------------------- \| --------------------- \| --------------------- \| --------------------- \| \| 1.º \| Rudy Molard \| Groupama-FDJ \| 18 h 27 min 40 s \| \| \| 2.º \| Michał Kwiatkowski \| Team Sky \| + 41 s \| \| \| 3.º \| Emanuel Buchmann \| Bora-Hansgrohe \| + 48 s \| \| \| 4.º \| Simon Yates \| Mitchelton-Scott \| + 51 s \| \| \| 5.º \| Alejandro Valverde \| Movistar Team \| + 53 s \| \| \| 6.º \| Wilco Kelderman \| Team Sunweb \| + 1 min 06 s \| \| \| 7.º \| Ion Izagirre \| Bahrain-Merida \| + 1 min 11 s \| \| \| 8.º \| Tony Gallopin \| AG2R La Mondiale \| + 1 min 14 s \| \| \| 9.º \| Nairo Quintana \| Movistar Team \| + 1 min 14 s \| \| \| 10.º \| Steven Kruijswijk \| LottoNL-Jumbo \| + 1 min 18 s \| \| |                    |                  |                  |
| |                    |                  |                  |
| Fuente: ProCyclingStats |                    |                  |                  |
| Clasificación general |                    |                  |                  |
| Ciclista | Ciclista           | Equipo           | Tiempo           |
| 1.º | Rudy Molard        | Groupama-FDJ     | 18 h 27 min 40 s |
| 2.º | Michał Kwiatkowski | Team Sky         | + 41 s           |
| 3.º | Emanuel Buchmann   | Bora-Hansgrohe   | + 48 s           |
| 4.º | Simon Yates        | Mitchelton-Scott | + 51 s           |
| 5.º | Alejandro Valverde | Movistar Team    | + 53 s           |
| 6.º | Wilco Kelderman    | Team Sunweb      | + 1 min 06 s     |
| 7.º | Ion Izagirre       | Bahrain-Merida   | + 1 min 11 s     |
| 8.º | Tony Gallopin      | AG2R La Mondiale | + 1 min 14 s     |
| 9.º | Nairo Quintana     | Movistar Team    | + 1 min 14 s     |
| 10.º | Steven Kruijswijk  | LottoNL-Jumbo    | + 1 min 18 s     |

### Clasificación por puntos
| Clasificación por puntos | Clasificación por puntos | Clasificación por puntos  | Clasificación por puntos | Clasificación por puntos |
| Ciclista                 | Ciclista                 | Equipo                    | Puntos                   |                          |
| ------------------------ | ------------------------ | ------------------------- | ------------------------ | ------------------------ |
| 1.º                      | Michał Kwiatkowski       | Team Sky                  | 46 pts                   |                          |
| 2.º                      | Alejandro Valverde       | Movistar Team             | 33 pts                   |                          |
| 3.º                      | Simon Clarke             | EF Education First-Drapac | 30 pts                   |                          |
| 4.º                      | Benjamin King            | Dimension Data            | 29 pts                   |                          |
| 5.º                      | Alessandro De Marchi     | BMC Racing Team           | 28 pts                   |                          |
| 6.º                      | Rohan Dennis             | BMC Racing Team           | 25 pts                   |                          |
| 7.º                      | Elia Viviani             | Quick-Step Floors         | 25 pts                   |                          |
| 8.º                      | Wilco Kelderman          | Team Sunweb               | 20 pts                   |                          |
| 9.º                      | Bauke Mollema            | Trek-Segafredo            | 20 pts                   |                          |
| 10.º                     | Nikita Stalnow           | Astana                    | 20 pts                   |                          |

### Clasificación de la montaña
| Clasificación de la montaña | Clasificación de la montaña | Clasificación de la montaña | Clasificación de la montaña | Clasificación de la montaña |
| Ciclista                    | Ciclista                    | Equipo                      | Puntos                      |                             |
| --------------------------- | --------------------------- | --------------------------- | --------------------------- | --------------------------- |
| 1.º                         | Luis Ángel Maté             | Cofidis, Solutions Crédits  | 36 pts                      |                             |
| 2.º                         | Pierre Rolland              | EF Education First-Drapac   | 20 pts                      |                             |
| 3.º                         | Benjamin King               | Dimension Data              | 12 pts                      |                             |
| 4.º                         | Ben Gastauer                | AG2R La Mondiale            | 7 pts                       |                             |
| 5.º                         | Bauke Mollema               | Trek-Segafredo              | 6 pts                       |                             |
| 6.º                         | Nikita Stalnow              | Astana                      | 6 pts                       |                             |
| 7.º                         | Thomas de Gendt             | Lotto-Soudal                | 5 pts                       |                             |
| 8.º                         | Nans Peters                 | AG2R La Mondiale            | 4 pts                       |                             |
| 9.º                         | Alejandro Valverde          | Movistar Team               | 3 pts                       |                             |
| 10.º                        | Stéphane Rossetto           | Cofidis, Solutions Crédits  | 3 pts                       |                             |

### Clasificación de la combinada
| Clasificación de la combinada | Clasificación de la combinada | Clasificación de la combinada | Clasificación de la combinada | Clasificación de la combinada |
| Ciclista                      | Ciclista                      | Equipo                        | Puntos                        |                               |
| ----------------------------- | ----------------------------- | ----------------------------- | ----------------------------- | ----------------------------- |
| 1.º                           | Alejandro Valverde            | Movistar Team                 | 16 pts                        |                               |
| 2.º                           | Michał Kwiatkowski            | Team Sky                      | 17 pts                        |                               |
| 3.º                           | Benjamin King                 | Dimension Data                | 27 pts                        |                               |
| 4.º                           | Bauke Mollema                 | Trek-Segafredo                | 46 pts                        |                               |
| 5.º                           | Laurens De Plus               | Quick-Step Floors             | 51 pts                        |                               |
| 6.º                           | Simon Clarke                  | EF Education First-Drapac     | 51 pts                        |                               |
| 7.º                           | Ben Gastauer                  | AG2R La Mondiale              | 55 pts                        |                               |
| 8.º                           | Pierre Rolland                | EF Education First-Drapac     | 64 pts                        |                               |
| 9.º                           | Nikita Stalnow                | Astana                        | 99 pts                        |                               |
| 10.º                          | Alessandro De Marchi          | BMC Racing Team               | 108 pts                       |                               |

### Clasificación por equipos
| Clasificación por equipos | Clasificación por equipos                | Clasificación por equipos | Clasificación por equipos |
| Equipo                    | Equipo                                   | Tiempo                    |                           |
| ------------------------- | ---------------------------------------- | ------------------------- | ------------------------- |
| 1.º                       | Astana                                   | 55 h 21 min 33 s          |                           |
| 2.º                       | Lotto NL-Jumbo                           | + 3 min 04 s              |                           |
| 3.º                       | Movistar Team                            | + 3 min 23 s              |                           |
| 4.º                       | EF Education First-Drapac p/b Cannondale | + 4 min 35 s              |                           |
| 5.º                       | Dimension Data                           | + 5 min 07 s              |                           |
| 6.º                       | Bora-Hansgrohe                           | + 6 min 50 s              |                           |
| 7.º                       | Bahrain-Merida                           | + 8 min 03 s              |                           |
| 8.º                       | Sky                                      | + 11 min 07 s             |                           |
| 9.º                       | AG2R La Mondiale                         | + 12 min 03 s             |                           |
| 10.º                      | UAE Team Emirates                        | + 12 min 10 s             |                           |

## Abandonos
Ninguno.